# Franz Feigl
Franz Feigl (* 4. Februar 1970 in Augsburg) ist ein deutscher Rechtsanwalt und Kommunalpolitiker (CSU), der seit 2014 das Amt des Bürgermeisters der Stadt Königsbrunn innehat.

## Beruflicher und politischer Werdegang
Feigl wurde am 4. Februar 1970 in Augsburg geboren und wuchs in Königsbrunn auf. Nach dem Abitur am Gymnasium Königsbrunn im Jahr 1990 begann er ein Studium der Mathematik und Physik für das Lehramt an Gymnasien an der Universität Augsburg. Ein Jahr später wechselte er zum Studium der Rechtswissenschaften, das er 1997 mit der Ersten Juristischen Staatsprüfung abschloss. Von 1997 bis 1999 absolvierte er sein Rechtsreferendariat in Augsburg und München und legte anschließend die Zweite Juristische Staatsprüfung ab.
Seine berufliche Laufbahn begann Feigl 1999 als Rechtsanwalt, bevor er 2002 zum Landratsamt Weilheim-Schongau wechselte. Dort leitete er die Dienststelle Schongau und war zudem verantwortlich für unterschiedliche Verwaltungsbereiche. 2010 wechselte Feigl zur Regierung von Schwaben, wo er bis zu seinem Eintritt in die Kommunalpolitik unter anderem als Referent für die Kommunalaufsicht sowie für das Flüchtlingswesen tätig war.
2011 übernahm er den Vorsitz der CSU in Königsbrunn und legte damit den Grundstein für seine politische Tätigkeit auf kommunaler Ebene. Bei der Kommunalwahl 2014 wurde er zum 1. Bürgermeister von Königsbrunn gewählt. 2020 bestätigten ihn die Bürger mit 53,6 % der Stimmen für eine weitere Amtszeit.

## Privatleben
Franz Feigl ist seit 2004 mit seiner Frau Juliana verheiratet. Das Paar hat vier Kinder.